# Касун Джаясурія
Касун Джаясурія (англ. Kasun Jayasuriya, синг. කසුන් ජයසූරිය, нар. 25 березня 1980, Коломбо) — ланкійський футболіст, який грав на позиції нападника. Відомий за виступами в низці ланкійських, індійський та мальдівських клубів. З 1999 до 2009 року грав за національну збірну Шрі-Ланки, та залишається її кращим бомбардиром за всю історію — 27 м'ячів у 54 проведених матчах.

## Клубна кар'єра
З 1998 року Касун Джаясурія грав у клубі вищого дивізіону Шрі-Ланки «Петтах Юнайтед». У 2001 році він став гравцем мальдівського клубу «Айленд» зі столиці країни Мале. Наступного року він став гравцем індійського клубу «Індіен Бенк» з Ченнаї, де грав протягом півтора року, був одним із кращих бомбардирів клубу. У сезоні 2003—2004 років Джаясурія знову грав у ланкійському клубі «Петтах Юнайтед». Наступні два з половиної роки ланкійський нападник провів у індійському клубі «Демпо». у складі клубу з Гоа футболіст двічі ставав переможцем Національної футбольної ліги та один раз став переможцем Кубку Індії. З початку 2007 року футболіст повернувся на батьківщину, де став гравцем клубу «Ратнам», у складі якого грав до 2017 року. Разом із командою Джаясурія тричі ставав переможцем першості країни, та тричі ставав кращим бомбардиром першості. У 2017 році футболіст перейшов до складу клубу «Саундерс», у якому грав до 2020 року, після чого завершив виступи на футбольних полях.

## Виступи за збірні
Касун Джаясурія з 1999 року грав у складі національної збірної Шрі-Ланки. За час виступів у національній команді футболіст зіграв 54 матчі, у яких відзначився 27 забитими м'ячами, що вивело його на перше місце серед бомбардирів ланкійської збірної. Після 2009 року футболіст не залучається до складу національної збірної.

## Титули і досягнення
- Переможець Національної футбольної ліги (2):

«Демпо»: 2005, 2007
- Володар Кубка Федерації (1):

«Демпо»: 2004—2005
- Переможець Прем'єр-ліги Шрі-Ланки (3):

«Ратнам»: 2007, 2008, 2012